# Die Frau ohne Nerven
Die Frau ohne Nerven ist ein 1929 produzierter Abenteuer- und Kriminalfilm mit Ellen Richter. Regie bei diesem späten Stummfilm führte Richters Ehemann Willi Wolff.

## Handlung
Ellen Seefeldt arbeitet als Reporterin bei einem Sensationsblatt namens „Großstadtabend“ und wartet sehnsüchtig auf die ganz große Geschichte, mit der sie fette Schlagzeilen schreiben kann. Eines Tages glaubt sie so einen Scoop an Land gezogen zu haben, als sie einem dreisten Bilderdiebstahl auf die Spur kommt. Bei der Verfolgung der Diebe kreuz und quer durch Europa – Fluchtstationen der Täter sind unter anderem Paris, Antwerpen und London – erweist sich Ellen als hartgesottene Abenteurerin in der Tradition eines Harry Piel und weicht vor keiner noch so aberwitzigen Herausforderung zurück, etwa wenn sie von einer Brücke in den Kohlewagen einer in voller Fahrt befindlichen Lokomotive springt. Es folgen noch andere gewagte Körpereinsätze und gekonnte Verkleidungen, bis die Ganoven in einem Eisenbahnabteil festgesetzt und verhaftet werden können.

## Produktionsnotizen
Die Frau ohne Nerven entstand in den Sommermonaten Juni bis August 1929 an mehreren Drehorten in Europa (Außendrehs in Berlin, Antwerpen, Brüssel, Paris, St. Quentin) sowie im Filmstudio von Staaken. Der Film passierte die Zensur am 6. Dezember 1929 und war 2427 Meter lang, verteilt auf sieben Akte. Die Uraufführung erfolgte am 17. Januar 1930 in Berlins Marmorhaus.
Regisseur Wolff übernahm auch die Produktionsleitung. Walter Reimann entwarf die Filmbauten.

## Kritiken
Die Beurteilungen für Ellen Richters letzten Stummfilm fielen eher schlecht aus. Nachfolgend drei Beispiele:
In der B.Z. am Mittag war zu lesen, dass Ellen Richter offensichtlich den Anschluss an die Kinomoderne verpasst habe: „Sie hat früher in großer Zahl die netten, spannenden Abenteurer- und Reisefilme gedreht, und es ist ihr oder ihres Autor-Regisseur-Gatten Willi Wolff Irrtum, dieses genau gleiche Genre heute für genau gleich nett und spannend zu halten. (…) Nicht nur die Amerikaner, auch wir packen solche Sujets längst ganz anders an. Die Ausführung hat Tempo und Witz, aber Wolff hat schon mit mehr Verve und minus Regieschnitzer, Ellen Richter ohne so aufgeregte Übertriebenheit, der Fotoverantwortliche mit größerer Akkuratesse gearbeitet.“
Hans Sahl befand im Berliner Börsen-Courier, dass die Handlung ein „unwahrscheinliches Durcheinander“ offenbare, das nicht nur eine Frau ohne Nerven benötige, sondern auch ein ebensolches Kinopublikum. Fazit: „Ellen Richter als Harry Piel. Die Regie von Willi Wolff bewegt sich in dem herkömmlichen Rahmen gängiger Unterhaltungsstaffage.“
Die Rote Fahne schimpfte: „Was sich die deutsche Filmproduktion in letzter Zeit leistet, ist unter aller Kritik. In einem Jahrzehnt wird man ein solches Machwerk wie diesen Ellen Richter-Film als kulturgeschichtliches Dokument zeigen, um darzutun, wie herrlich weit es die bürgerliche Filmkunst in Deutschland gebracht hat.“